# Mcensk
Mcensk (ros. Мценск) – miasto w Rosji, w obwodzie orłowskim, nad rzeką Zuszą. Ludność 47 807 (2002).
Po raz pierwszy wspomniany w 1147 jako gród księstwa czernihowskiego. W 1238 zdobyty przez Mongołów. Od 1320 należał do Wielkiego Księstwa Litewskiego. Pod koniec XV w. dwukrotnie najeżdżany przez wojska moskiewskie. Od 1505 w składzie Wielkiego Księstwa Moskiewskiego, a od 1547 w Rosji. W 1778 uzyskał prawa miejskie.
W mieście rozwinął się przemysł maszynowy, spożywczy, meblarski, aluminiowy oraz rzemieślniczy.
W ostatnich latach caratu w Rosji w więzieniu w Mcensku byli osadzeni komuniści Bonifacy Obiedziński i Feliks Dzierżyński.

## Galeria

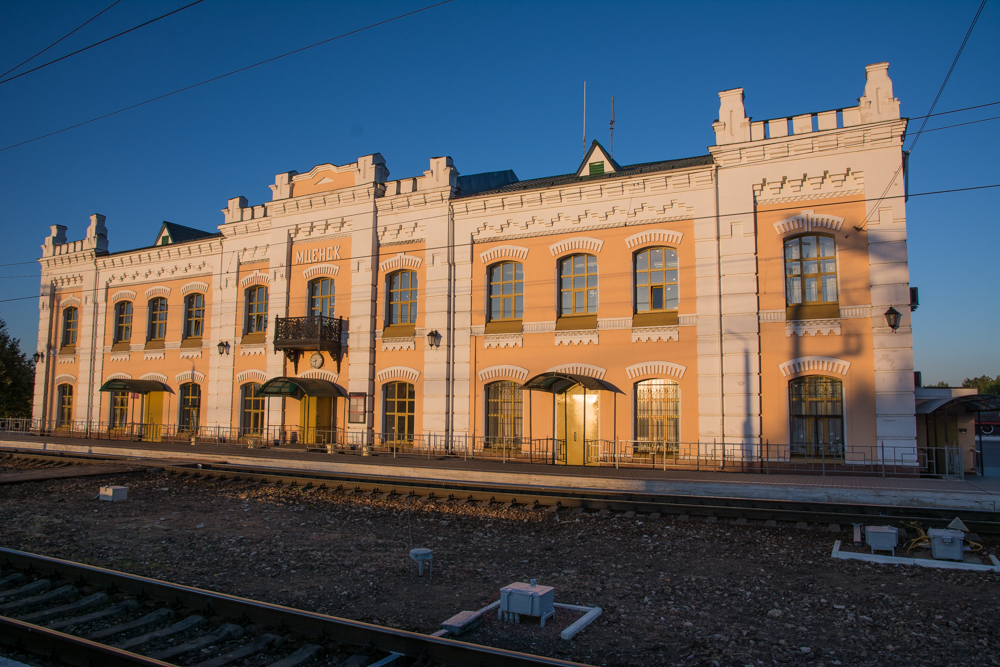
Dworzec kolejowy
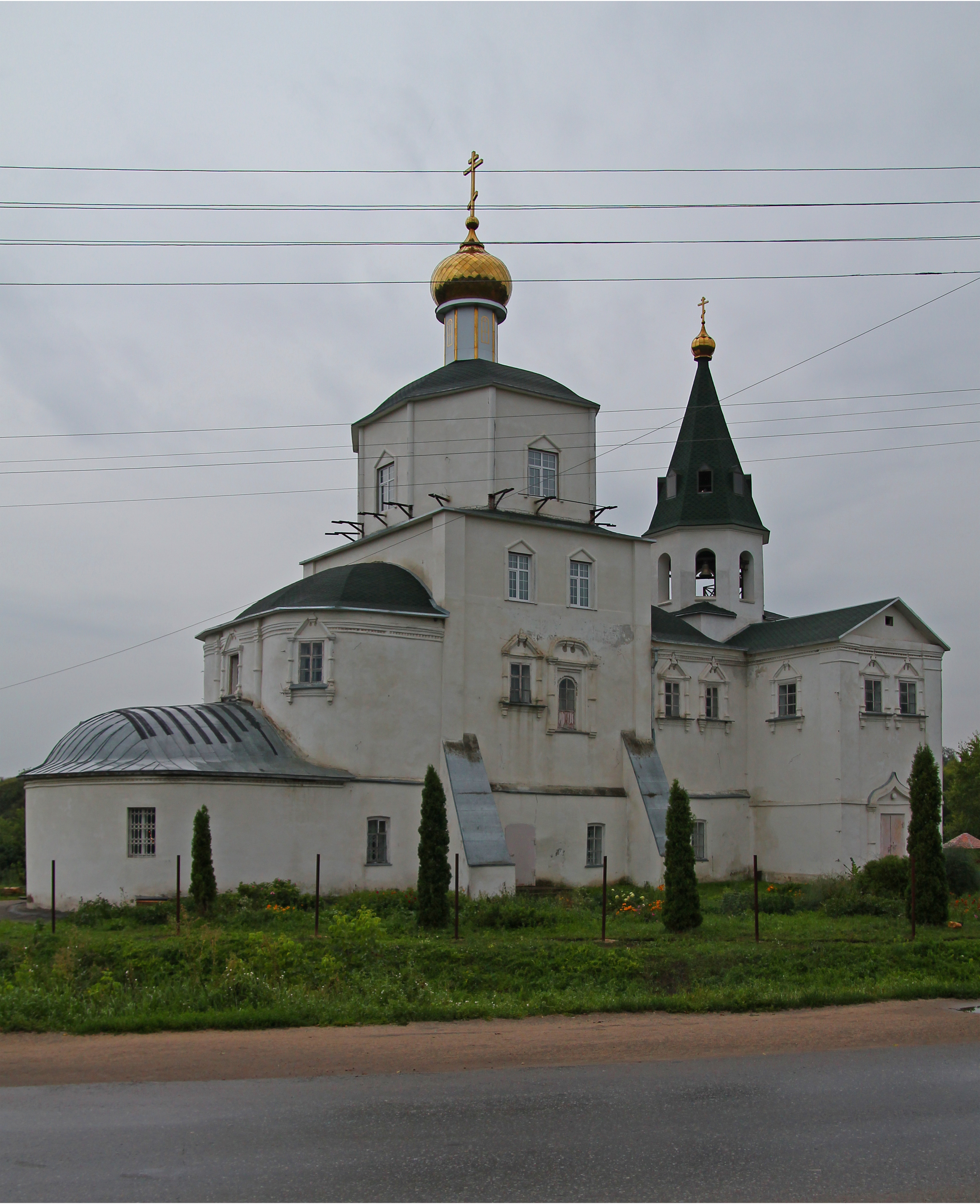
Cerkiew Wniebowstąpienia
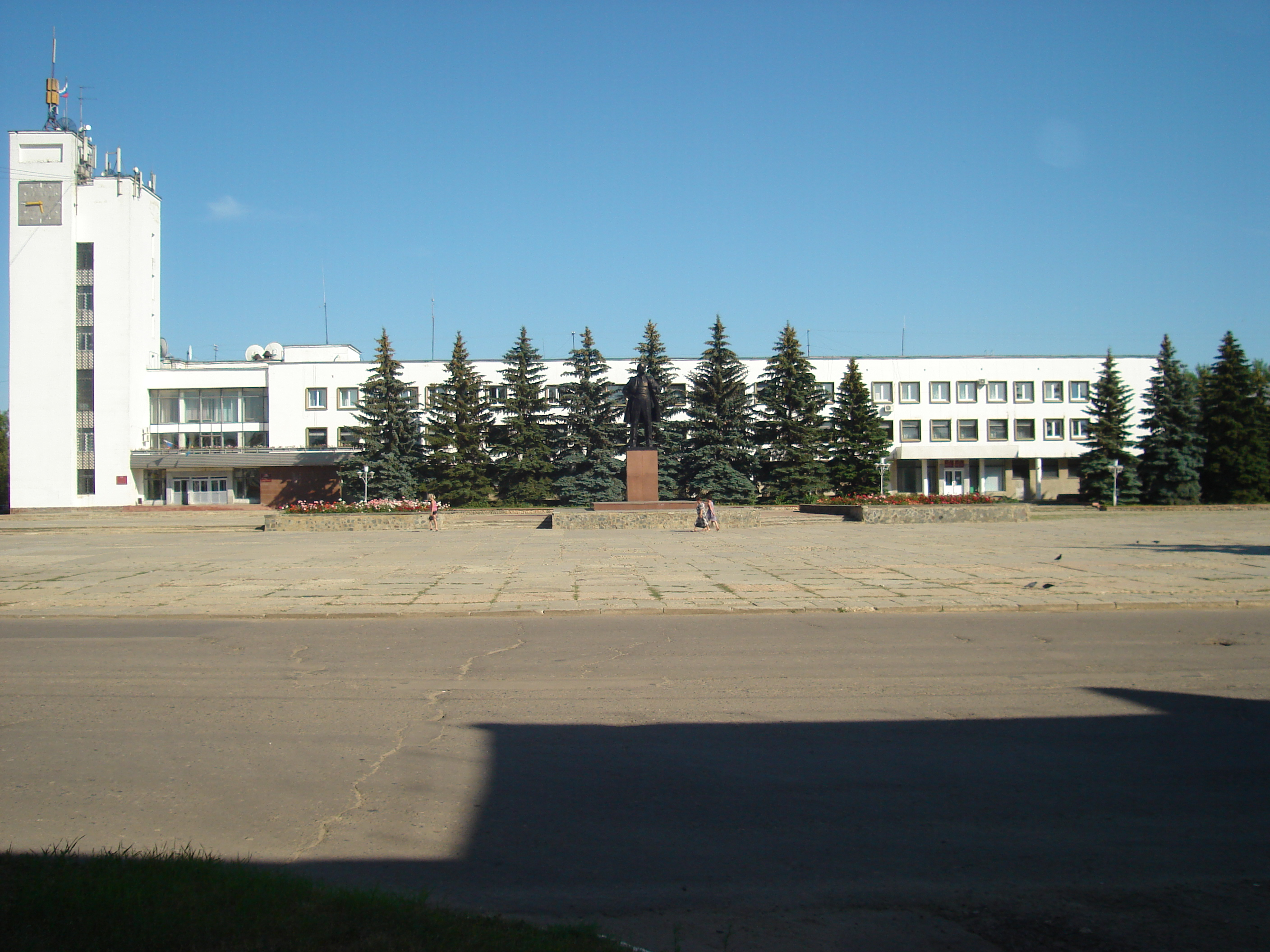
Budynek administracji
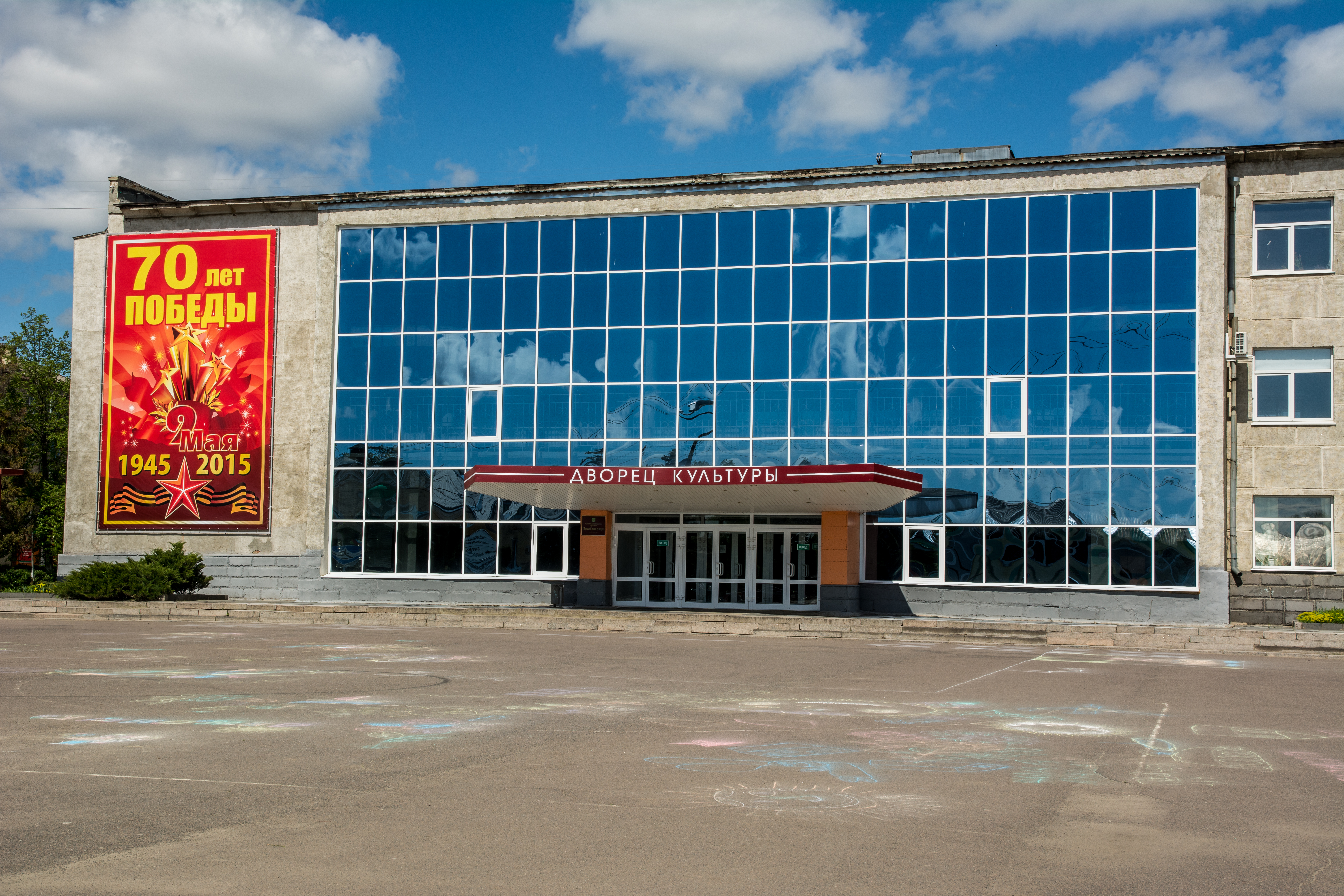
Pałac Kultury
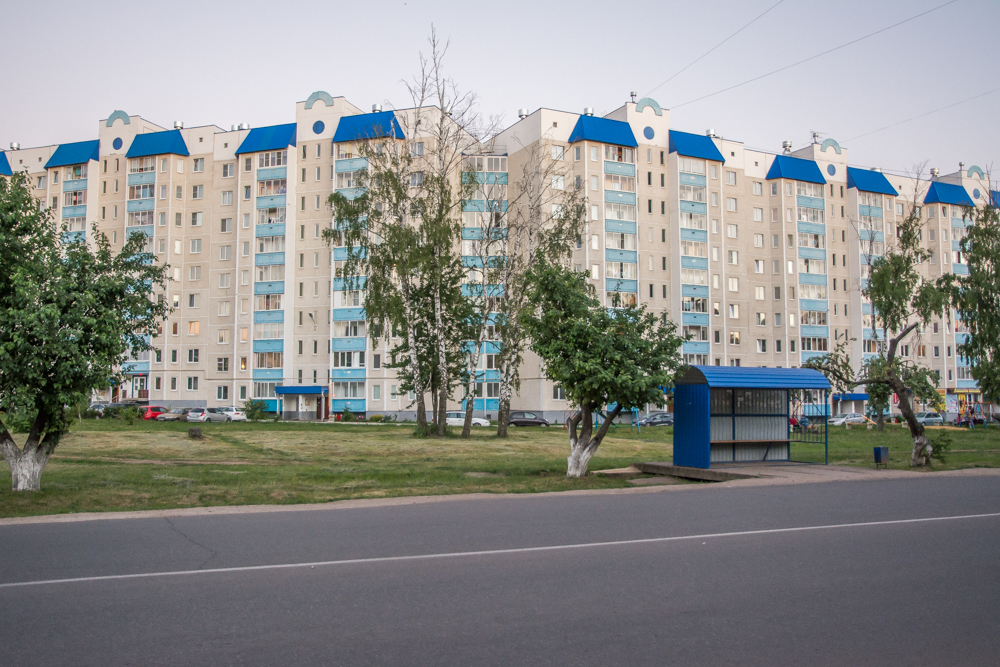
Blokowisko